# Ousmane Viera Diarrassouba
Ousmane Viera Diarrassouba (* 21. Dezember 1986 in Daloa) ist ein ivorischer ehemaliger Fußballspieler.

## Karriere

### Verein
Viera begann seine Karriere bei Réveil Club de Daloa, ein Klub aus der Elfenbeinküste. Im Januar 2008 wechselte er zu CFR Cluj in die rumänische Liga 1. In seiner 1. Saison für Cluj kam er kein einziges Mal zum Einsatz. Am 1. März 2009 gab er sein Debüt in der Liga 1, als er beim 1:0-Sieg gegen CS Otopeni auf dem Platz stand. Seit diesem Spiel ist Viera Stammspieler. 2009 wurde er an Internațional Curtea de Argeș verliehen. Nachdem Zwangsabstieg von Internaţional wechselte er zum Ligakonkurrenten Pandurii Târgu Jiu.
Zum Sommer 2013 später heuerte er beim türkischen Erstligisten Çaykur Rizespor an und spielte hier drei Spielzeiten lang.
In der Sommertransferperiode 2016 wechselte er in die Süper Lig zum südtürkischen Aufsteiger Adanaspor. Nachdem der Verein zum Saisonende der Klassenerhalt verfehlt, wurde auch Vieras bis 2018 laufender Vertrag vorzeitig aufgelöst. Viera ging daraufhin zurück nach Rumänien.

### Nationalmannschaft
Viera vertrat die Elfenbeinküste bei den Olympischen Sommerspielen 2008 in Peking. Die Elfenbeinküste musste sich im Viertelfinale Nigeria geschlagen geben.

## Erfolge/Titel

### Verein
- Rumänischer Meister (1): 2007/08
- Rumänischer Pokalsieger (2): 2007/08, 2008/09

### Nationalmannschaft
- Afrikameister: 2015